# Agniesebuurt
De Agniesebuurt is een wijk in het noorden van Rotterdam met zo'n 4300 inwoners.
Hiermee is het de kleinste wijk van het stadsdeel Rotterdam-Noord. De wijk wordt begrensd door de Schiekade, de Bergweg, de Noordsingel, de Heer Bokelweg.
Waar nu de Agniesebuurt ligt, lag vroeger de polder Oost-Blommersdijk. In dit gebied tussen de Rotte en de Rotterdamse Schie, stonden in de achttiende eeuw al wat huizen, maar in de periode 1850-1940 wordt de hele polder volgebouwd. De Agniesebuurt is vernoemd naar de in het midden gelegen Agniesestraat. De naam Agniese is afkomstig van Agniese, de enige dochter van Dieric Bokel. Zij is in 1336 gehuwd met Simon van Benthem, daarna met Gherijt van Herlaer. Door haar huwelijken ging het grootste gedeelte van de goederen van haar vader (ca. 1335) naar andere geslachten over.
De kleinste wijk is ook de wijk met de grootste school: het Technicon-complex, dat dagelijks ruim 10.000 jongeren trekt. In dit gebouw is ook het Jeugdtheater Hofplein opgenomen.
Beeldbepalend zijn ook de bogen van de Hofpleinlijn, die midden door de wijk loopt. Onder de bogen zijn talloze kleinere bedrijven gevestigd. Ook muziekpodium BIRD is hier te vinden.
Van 1892 tot 1975 stond aan de Schiekade een groot ziekenhuis: het Sint Franciscus Gasthuis dat in het laatste jaar werd verhuisd naar de Kleiweg. Direct naast het ziekenhuis stond  het hofje van Kuijl’s Fundatie. Een nog in de buurt aanwezig rijksmonument is het Vrouwe Groenevelt's Liefdegesticht in de Vijverhofstraat. 
De wijk is aangewezen als veiligheidsrisicogebied, waardoor preventief fouilleren is toegestaan. Echter treedt er de laatste jaren verbetering op en wordt de wijk klimaatbestendig gemaakt.

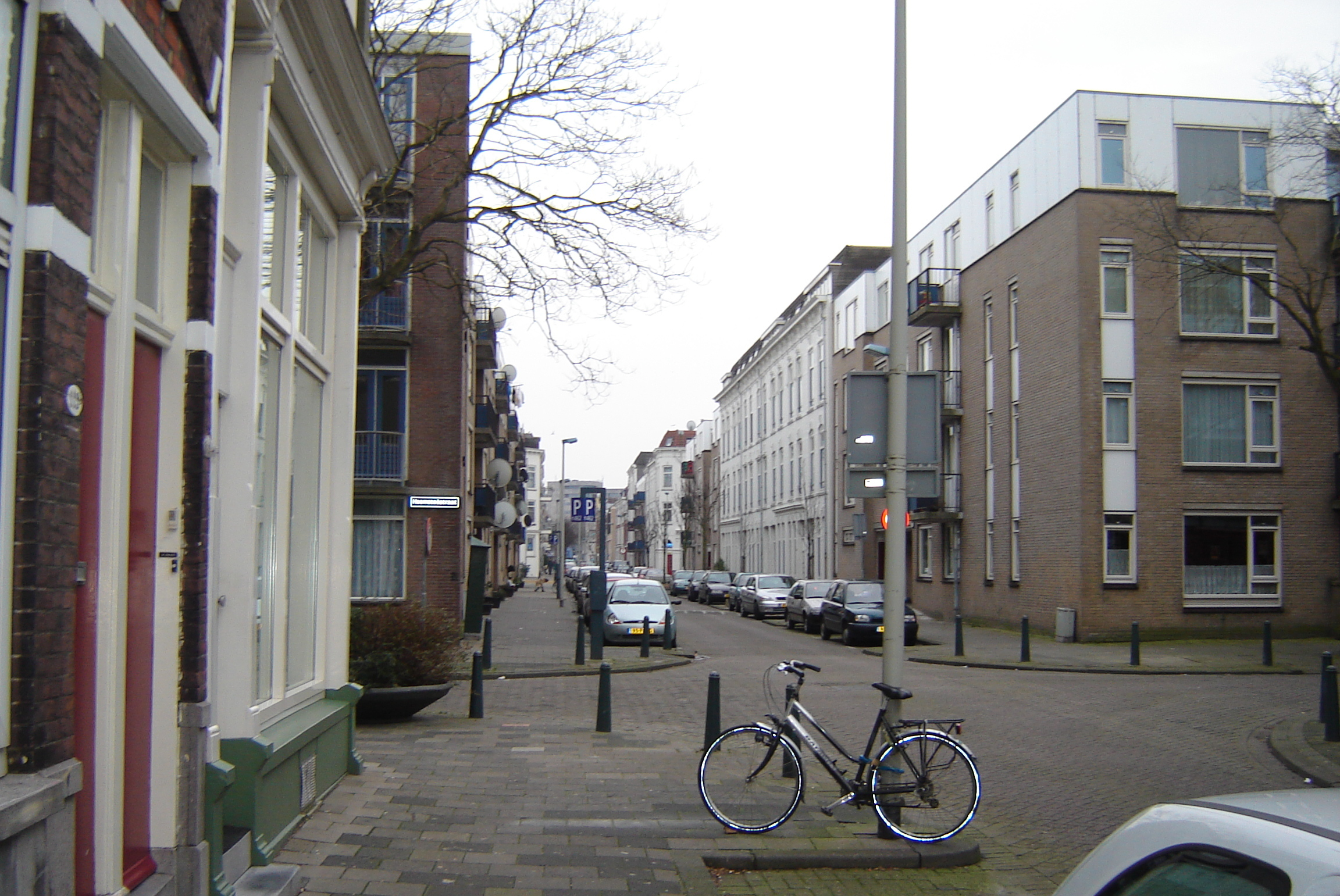
Agniesestraat (ri Teilingerstraat), Rotterdam

Agniesebuurt ·
Bergpolder ·
Blijdorp · 
Blijdorpse polder ·
Liskwartier ·
Oude Noorden ·
Provenierswijk
Rotterdam Centrum ·
Rotterdam-Noord ·
Rotterdam-Oost ·
Rotterdam-West ·
Rotterdam-Zuid ·
110-Morgen ·
Afrikaanderwijk ·
Agniesebuurt ·
Bergpolder ·
Beverwaard ·
Blijdorp ·
Blijdorpse polder ·
Bloemhof ·
Boomgaardshoek ·
Bospolder-Tussendijken ·
CS-kwartier ·
Carnisserbuurt ·
Cool ·
Crooswijk ·
De Esch ·
De Veranda ·
Delfshaven ·
Delfshaven-Schiemond ·
Dijkzigt ·
Feijenoord ·
Gadering ·
Groenenhagen-Tuinenhoven ·
Groot-IJsselmonde ·
Heijplaat ·
Het Lage Land ·
Hillegersberg ·
Hillesluis ·
Homerusbuurt ·
Hordijkerveld ·
Kandelaar ·
Karl Marxbuurt ·
Katendrecht ·
Kiefhoek ·
Kleinpolder ·
Kleiwegkwartier ·
Kop van Zuid ·
Kralingen ·
Kralingse Veer ·
Kreekhuizen ·
Landzicht ·
Liskwartier ·
Lloydkwartier ·
Lombardijen ·
Meeuwenplaat ·
Middelland ·
Middengebied ·
Millinxbuurt ·
Molenlaankwartier ·
Molièrebuurt ·
Nesselande ·
Nieuw Engeland ·
Nieuw-Mathenesse ·
Nieuwe Westen ·
Nooddorp ·
Noordereiland ·
Ommoord ·
Oosterflank ·
Oud-Charlois ·
Oud-IJsselmonde ·
Oud-Mathenesse ·
Oude Noorden ·
Oude Westen ·
Oudeland ·
Overschie ·
Pendrecht ·
Prinsenland ·
Provenierswijk ·
Reyeroord ·
Rubroek ·
Sagenbuurt ·
Scheepvaartkwartier ·
Schiebroek ·
Schiemond ·
's-Gravenland ·
Smeetsland ·
Spaanse Polder ·
Spangen ·
Sportdorp ·
Stadsdriehoek ·
Struisenburg ·
Tarwewijk ·
Terbregge ·
Tussenwater ·
Varenbuurt ·
Vondelingenplaat ·
Vreewijk ·
Waalhaven ·
Westpunt ·
Wielewaal ·
Witte Dorp ·
Zalmplaat ·
Zenobuurt ·
Zestienhoven ·
Zevenkamp ·
Zomerland ·
Zuidwijk